# Вівтар з алебардою
«Вівтар з алебардою» (італ. Pala dell'Alabarda) — умовна назва вівтарної картини венеційського художника Лоренцо Лотто 1539 року.

## Опис твору
Вівтарна картина з заокругленим верхом має своїми витоками венеційські сакральні композиції, котрі мали місцеву назву «Свята бесіда». Серед значуших зразків «бесід» і вівтарна картина Джованні Белліні «Пала ді Сан Дзаккарія». Молодий на той час Лоренцо Лотто рахувався з твором обдарованого попередника і навіть цитував у деяких картинах знахідки Джованні Белліні.
Мадонна сидить на високому троні і молиться. Малий Христос благословляє чотирьох святих Стефана, Івана Богослова, Симона  і Лаврентій, кожний з яких зображений зі своїм іконографічним атрибутом. Особливо звертає на себе увагу святий Лаврентій, що приніс до трону Богородиці металеву решітку, на якій спалили його тіло. Але назву вівтар отримав через алебарду, котру утримував один зі святих.
Вівтар був створений через деякий час після нового захоплення міста Анкона та повернення його під феодальну світську владу Папи Римського. Заворушення в місті були жорстого придушені, а низка посталих була страчена через відсіч голови за наказом папського легата. Алебарда була як натяк на нещодавні події і нагадування на важке примирення. 
Привабливість вівтарю надають симетрія подудови композиції, яскраві кольори одягу святих, з котрих лише Св. Лаврентій має пістряву, візерункову одежину. Мадонну на троні коронують два янголи, котрих Лоренцо Лотто вводив у власні композиції за прикладом нідерландських художників. Художник подав на полотні і якесь приміщення з колонами та двома отворами в простір, через яке видно небо у хмарках. Лотто створив чимало красивих картин. Навіть на тлі цих творів власною красою композиції відрізняється саме «Вівтар з алебардою».

## Історія побутування (провенанс)
Про «Вівтар з алебардою» писав Джорджо Вазарі, що бачив її в церкві Сант Агостіно в місті Анкона. Згодом вівтар перенесли до церкви Санта Марія делла П'яцца. У 20 столітті вона прикрасила музей-пінакотеку Франческо Подесті.